# خشخاش أبجر
الخشخاش الأبجر هو نوع نباتي ينتمي إلى جنس الخشخاش من الفصيلة الخشخاشية.

## الموئل والانتشار
ينتشر في فلسطين والمشرق العربي.

## الوصف النباتي
الأزهار حمراء غامقة تنمو على سويقات. توجد بقعة سوداء عند قاعدة البتلات. يشبه بالخشخاش المنثور.